# Leandro Salino
Leandro Salino do Carmo dit Leandro Salino, né le 22 avril 1985 à Juiz de Fora (Minas Gerais), est un footballeur brésilien.
Depuis 2010, il évolue au poste de milieu de terrain défensif dans le club d'Uberlândia EC.

## Biographie
Lors de la saison 2010-2011 avec le Sporting Braga, Leandro Salino participe aux demi-finales aller et retour de la ligue Europa 2011, face au Benfica Lisbonne (1-2 / 1-0),. Son équipe échouera 1-0 en finale contre FC Porto, où il n'entra pas en jeu.

## Palmarès
| - Ipatinga FC - Championnat du Minas Gerais - Vainqueur : 2005 |  | - Flamengo - Championnat de Rio de Janeiro - Vainqueur : 2007 - Coupe Guanabara - Vainqueur : 2007 |  | - Sporting Braga - Ligue Europa - Finaliste : 2011 - Championnat du Portugal - Vice-champion : 2010 |  | - Olympiakos - Championnat de Grèce - Vainqueur : 2014, 2015 et 2016 - Coupe de Grèce - Vainqueur : 2015 |